# Kellett Island

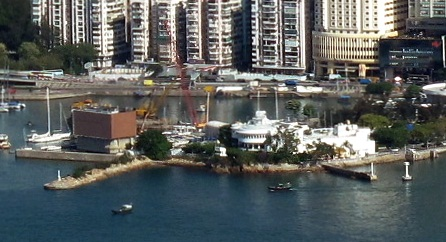
Kellett Island (2011)

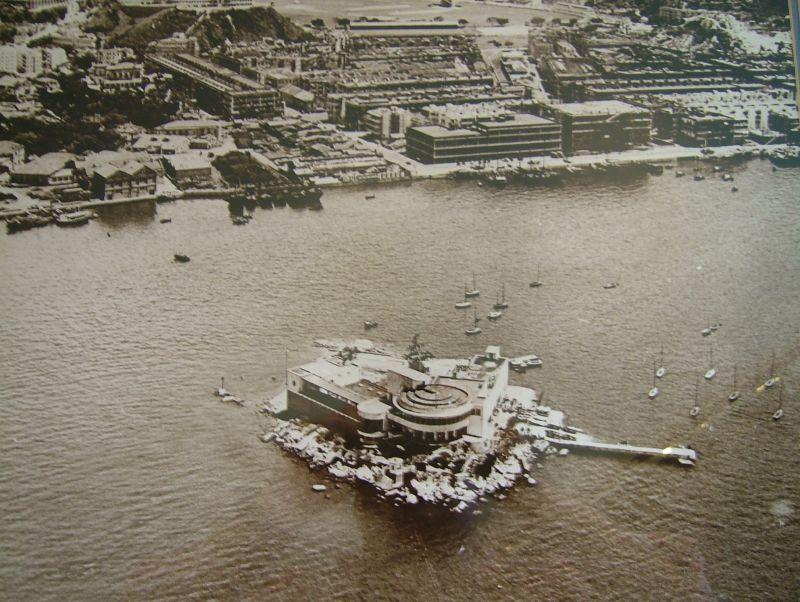
Kellett Island (1948)

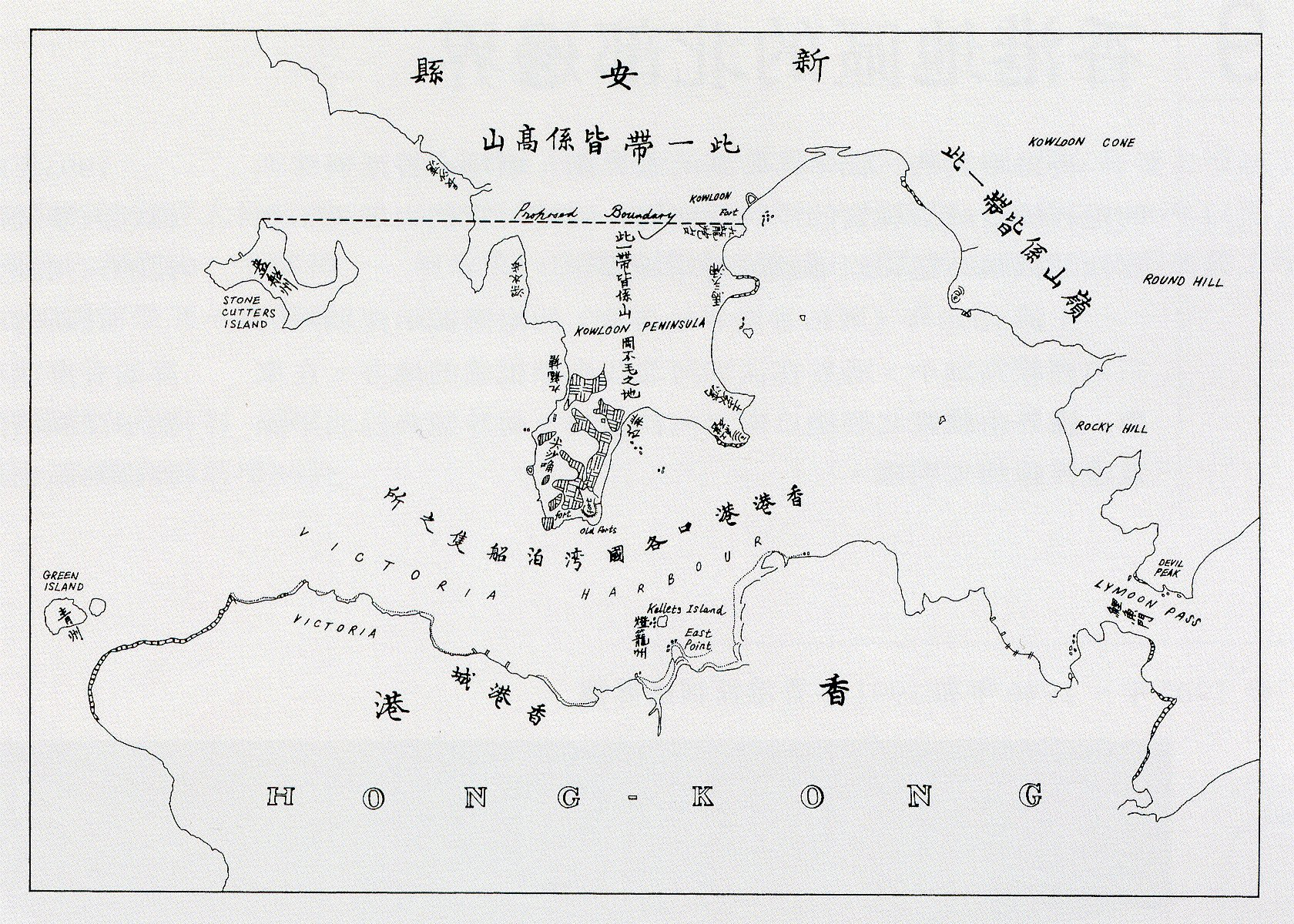
Historická mapa ostrova roku z roku 1860 z North East Point

Kellett Island (čínsky 奇力島 / 奇力岛 , pchin-jin Qílì) je bývalý ostrov v přístavu Victoria v Hongkongu. Od výstavby tunelu Cross-Harbour je ostrov Kellett spojen s pobřežím ostrova Hongkong.
Na ostrově Kellett je sídlo Royal Hong Kong Yacht Club a jižní vstup do tunelu Cross-Harbour, který je částí dálnice Route 1 .

## Historie
Poté, co Britové převzali ostrov Hongkong, nárokovali si i nedaleký ostrov, který se nacházel severně od East Point v Victoria Habrour. Ostrov byl pojmenován po námořním důstojníkovi Henry Kellettovi. V roce 1841 zde bylo zřízeno vojenské opevnění britského královského námořnictva, které bylo v roce 1854 rozšířeno o pobřežní děla. Po roce 1860 Kowloon připadl Britům, poklesl strategický význam opevnění a pevnost byla používána především jako skladiště pro munici a střelný prach.
V roce 1938 byla pevnost předána Royal Hong Kong Yacht Clubu, který na ostrově postavil novou budovu klubu. Nová budova byla otevřena v roce 1940 a nahradila starý klubový dům v North Point, takže klub již neměl budovu přímo v přístavu Victoria Harbour. V letech 1951 až roku 1952 byla postavena hráz mezi Kellettovým ostrovem a Causeway Bay, a od té doby je ostrov přístupný pevninou. Pro stavbu tunelu Cross Harbour v letech 1969 až 1972 byl Kellettův ostrov byla zvětšena rozloha pevniny na pobřeží a ostrov byl spojen s ostrovem Hongkong. Vstup do tunelu se nachází na jihu a na východě od bývalého ostrova. Po získání nové pevniny má Yacht club dispozici větší prostory, které slouží též jako suché doky.
Na nové pevnině mezi tunelem a Causeway Bay byl v roce 1982 otevřen Police Officers' Club, rekreační zařízení pro členy Yacht Clubu.
V roce 1991 na Kellettově ostrově, v blízkosti budov Yacht Clubu House, nalezena keramická urna s měděné mincemi ze dynastie Suej, Tchang a Sung, které byly datovány do let (581-1279). Yacht Club předal nález Hongkongskému úřadu starožitností a památek (Antiquities and Monuments Office).